# Schönecken
Schönecken là một đô thị ở huyện Bitburg-Prüm, trong bang Rheinland-Pfalz, phía tây nước Đức. Đô thị Schönecken có diện tích 13,35 km², dân số thời điểm ngày 31 tháng 12 năm 2006 là 1560 người.